# Kaňk (národní přírodní památka)
Kaňk (dříve Na vrších) je národní přírodní památka v katastrálním území Sedlec u Kutné Hory, části města Kutná Hora. Představuje malý opuštěný lom na jihovýchodním úbočí vrchu Kaňk. Jde o nejvýznamnější paleontologickou lokalitu svrchněkřídového období v Česku. Území je chráněné od roku 1933. Spadají pod něj dva velké lomy, Horní a Dolní, jeden menší lom a přilehlá vegetace suchých trávníků.
Předmětem ochrany je někdejší drobný jámový vápencový lom s pozůstatky mořského příbojového útesu křídového stáří (vrchol Kaňku v oněch dobách tvořil ostrov, vyčnívající z moře), stupně svrchní cenoman až spodní turon s četnými zkamenělinami mlžů, mechovek a dírkovců. V minulosti zde pracovali význační čeští i zahraniční paleontologové (z domácích např. prof. Antonín Frič a prof. Filip Počta), kteří odtud popsali několik nových druhů druhohorních živočichů. Lokalita je ohrožena zejména nekontrolovaným pohybem návštěvníků a odlamováním kusů hornin. Periodickým problémem je také zarůstání bývalého lomu různými křovinami.
Lokalitou prochází žlutě značená turistická stezka ze Sedlce na Kaňk a též severní část NS Stříbrná stezka (zastavení č. 3); ze stráně poblíž NPP se nadto nabízí výhled na město.

## Historie
Oblast je stará 90–100 milionů let, díky vůdčím zkamenělinám ji lze zařadit do svrchní křídy, konkrétně do období turonu a cenomanu. Oblast byla detailně prozkoumaná již v druhé polovině 19. století, přičemž zde byly objeveny četné nové organismy, a to zejména několik nových druhů mechovek. Sedimenty pocházející ze svrchní křídy jsou tvořeny slepenci z přelomu cenomanu a turonu a vápenitými jílovci z období spodního turonu. V sedimentech je patrná bioturbace, což potvrzují i četné fosilie, které se v oblasti vyskytují. V sedimentech jsou zachovány zbytky širokého spektra organismů od prvoků až po měkkýše. Ve slepencích lze nalézt zbytky dírkonošců (rody Discorbina, Flabellina, Frondicularia aj.), mechovek (Stromatopora, Heteropora, Membranipora aj.). i mlžů (Ostrea, Exogyra, Lima aj.). Co se týče vápenců, nachází se v nich zkameněliny již zmíněných organismů, ale navíc i řady dalších, jako například korálů, plžů, ramenonožců, kroužkovců nebo ostnokožců. Za zmínku stojí korál Synhelia squarrosa, který zde byl poprvé popsán nebo korál Isis miranda, mezi jehož první naleziště patří právě tato lokalita.
Oblast Kaňku je, tak jako celá Kutná Hora, známá díky těžbě stříbra, které se tu těžilo již od 14. století. Kromě stříbrných rud se v této lokalitě těžily i rudy zinku, olova a mědi. Oblast NPP byla hlubinnou těžbou zasažena jen částečně, a to na severu. Přímo v oblasti NPP probíhala těžba kamene, kdy byly odhaleny geologické profily křídových hornin, přičemž byly nalezeny i zkameněliny pocházející také z období svrchní křídy. Hlubinná těžba i těžba kamene jsou ukončeny a neuvažuje se o jejich obnovení.
Když byla těžební činnost ukončena, začala se plocha využívat pro různé účely. Nejprve se zde nacházela pastvina, později, kolem roku 1920, území částečně sloužilo jako ovocný sad a pole. V druhé polovině minulého století se přestalo území pro tyto účely využívat a plocha začala zarůstat nejrůznější vegetací, zejména křovinami.

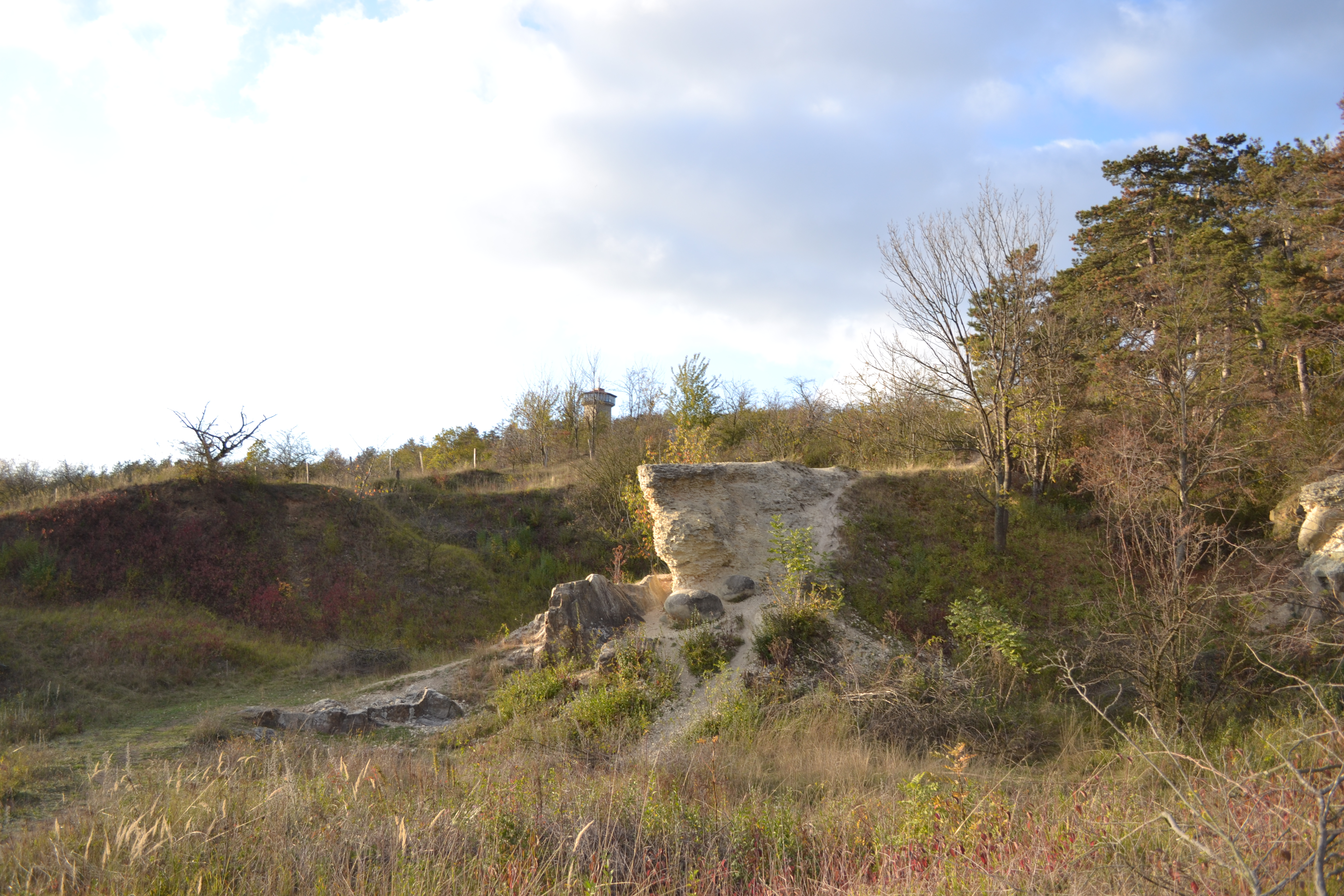
Křídový útes v Dolním lomu

Oblast dříve označovaná jako Lom Na Vrších byla roku 1933 poprvé zařazena mezi zvláště chráněná území. Předmětem ochrany byly pozůstatky útesů křídového moře, kde se nacházely četné zkameněliny. Později, roku 1946 požadovalo Ministerstvo školství a osvěty po místním výboru v Sedlci zvětšení chráněného území. Konkrétně šlo o rozšíření o sad vedle lomů, kde se nacházela vzácná stepní vegetace. Obec s rozšířením chráněného území souhlasila, ale proces nakonec nebyl dokončen. Po více než padesáti letech (1977) od založení byly zakresleny a stanoveny platné hranice NPP. Při zpracování plánu bylo však zjištěno, že došlo k chybě a část oblasti tzv. Dolní lom leží mimo stanovené hranice NPP. Došlo k úpravě výměry a pod NPP již spadají oba lomy (Dolní i Horní), jeden menší lom a jejich blízké okolí s příslušnou vegetací. Roku 1977 byla oblast oplocena, což mělo vést k větší ochraně a separaci území. Oplocení však vzbudilo pozornost a rapidně se zvýšila návštěvnost, to mělo za následek nadměrný sběr a odnos zkamenělin a jiného materiálu, což vedlo k vypadávání větších kusů z hlavního útesu.

## Přírodní poměry

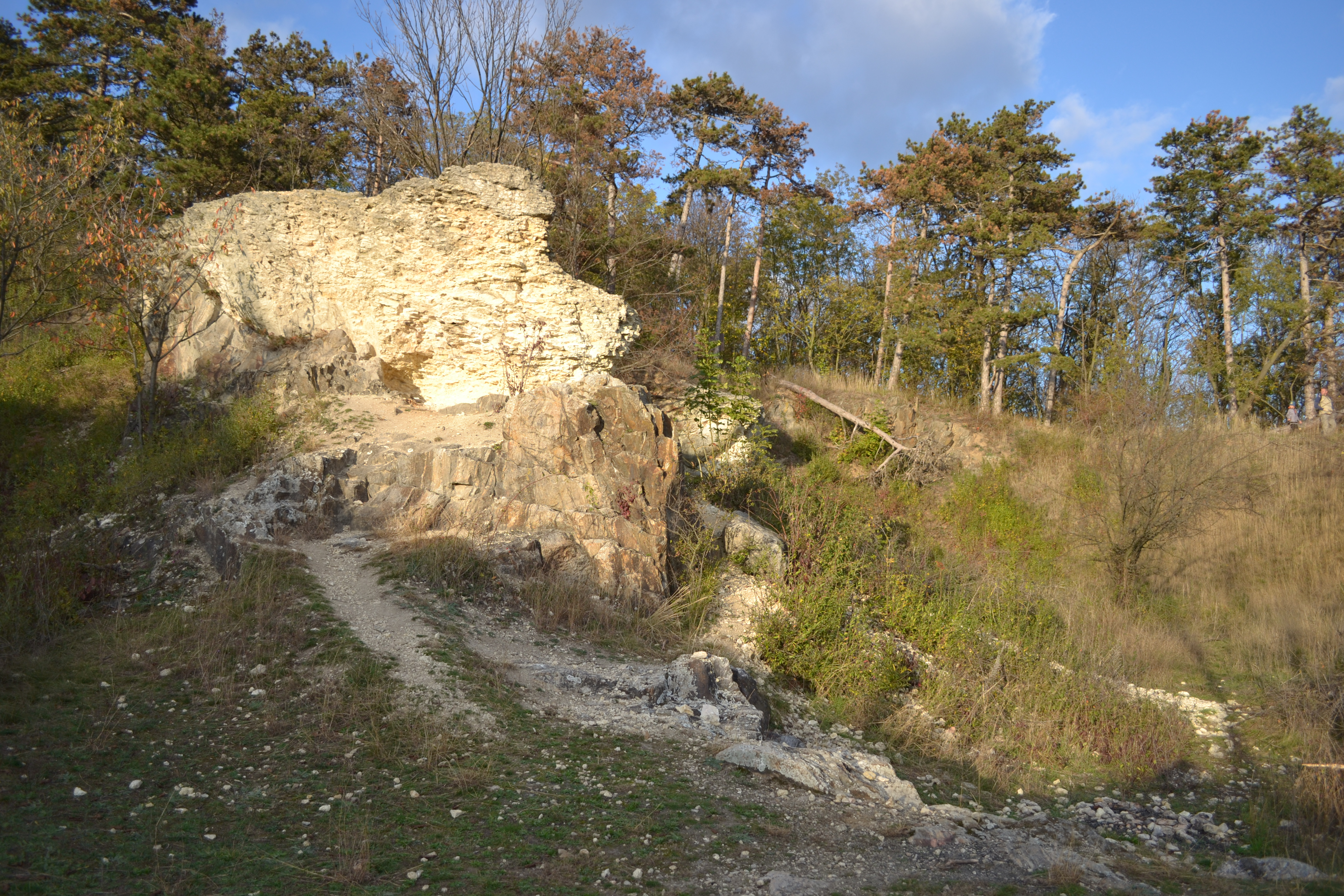
Odkrytý horninový profil křídového útesu v Dolním lomu

Národní přírodní památka leží severovýchodně od centra města Kutná Hora, na jihovýchodní straně vrchu Kaňk v nadmořské výšce 272–301 metrů. Z místa chráněné oblasti je na jihu dobře vidět Sedlec, část Kutné Hory, pod kterou právě tato oblast jakožto katastrální území spadá. Chráněné území tvoří několik jámových dolů, z nichž dva jsou nejvýznamnější a největší. Označují se jako Horní a Dolní.
Dolní lom je rozlohou největší a nejvýznamnější co se týče nálezů zkamenělin. Nachází se zde ostrohy, které vybíhají do lomu. Ve stěnách ostroh, stejně tak jako ve stěnách obou lomů jsou velice dobře pozorovatelné odkryté profily svrchnokřídových hornin. Největší zahloubení v Dolním lomu je sedm metrů. Horní lom je méně členitý a i horninový profil je hůře pozorovatelný. Dno lomů pokrývají zejména svahové hlíny a úlomky rul, které jsou pozůstatky po těžbě kamene. Další lom, který je oproti dvěma předchozím menší, je významný zejména díky přeměněným horninám – migmatitům, kterými je tvořen.
Podloží na tomto území je převážně tvořené horninami kutnohorského krystalinika. Mezi tyto horniny patří migmatity, které obsahují křemen, dále pak muskovit, biotit nebo jsou dvojslídné, což znamená, že obsahují zároveň obě dvě zmíněné slídy. Migmatity patří do malínské skupiny kutnohorského krystalinika. Nad podložím se nachází valouny slepence, které jsou tvořeny horninami z podloží, tedy primárně migmatity, řidčeji křemenem. Zaoblení a opracování valounů dokazuje přítomnost silného příboje, který zde v minulosti byl. Valouny jsou stmeleny vápenci. Slepence se nachází jen v jednom z lomů a to v Dolním. Nad slepenci najdeme jemnozrnné i hrubozrnné vápence, ve kterých se nachází řada fosilií.
Půdy jsou zastoupeny zejména sprašemi a sprašovými hlínami, v lomech se nachází primárně svahové hlíny a místy i úlomky rud. Na území NPP se vyskytují i staré haldy, které jsou pozůstatky hornické činnosti. 
Oblast NPP patří do teplé klimatické oblasti, konkrétně do oblasti T2, která se vyznačuje teplým, dlouhým, suchým létem a suchou, krátkou, mírně teplou zimou. Jaro a podzim jsou krátké a mírně teplé. Průměrné roční srážky se pohybují kolem 600 mm a průměrná teplota činí 8–9 °C.

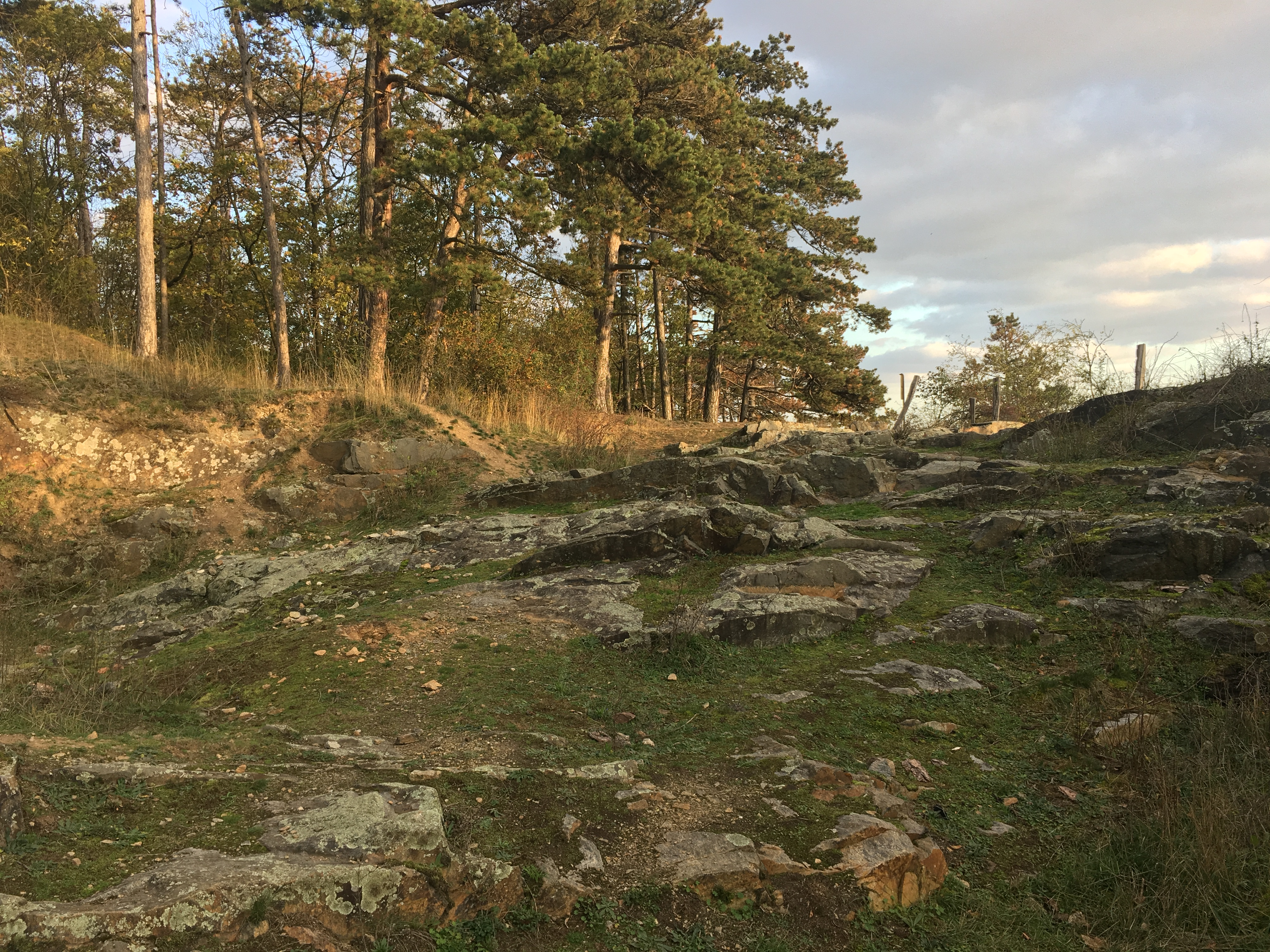
Horní lom

V roce 2011 postihl trávníky v části NPP požár, přičemž byla zasažena i jedna z monitorovacích ploch, které zde byly založeny roku 2009. Požár byl nakonec vyhodnocen jako faktor, který měl pozitivní vliv na vegetaci.

### Flóra
Vegetace je na území NPP poměrně rozmanitá, a to zejména díky několika typům půd a členitému povrchu. Velice významný je výskyt populace kriticky ohroženého čistce německého (Stachys germanica), který roste právě na slunných stanovištích, často na vápenci nebo hlinitých substrátech. Typické jsou pro něj lomy, pastviny a křovinaté stráně, NPP Kaňk je pro něj tedy naprosto ideálním stanovištěm. Na spraších se vyskytuje typická suchomilná vegetace, jako jsou širokolisté suché trávníky, kterým dominuje válečka prapořitá (Brachypodium pinnatum) a sveřep vzpřímený (Bromus erectus). Dále zde najdeme druhy jako jsou kostřava žlábkatá (Festuca rupicola), šalvěj luční (Salvia pratensis), jehlice trnitá (Ononis spinosa), pcháč bezlodyžný (Cirsium acaulon) a ovsík vyvýšený (Arrhenatherum elatius).

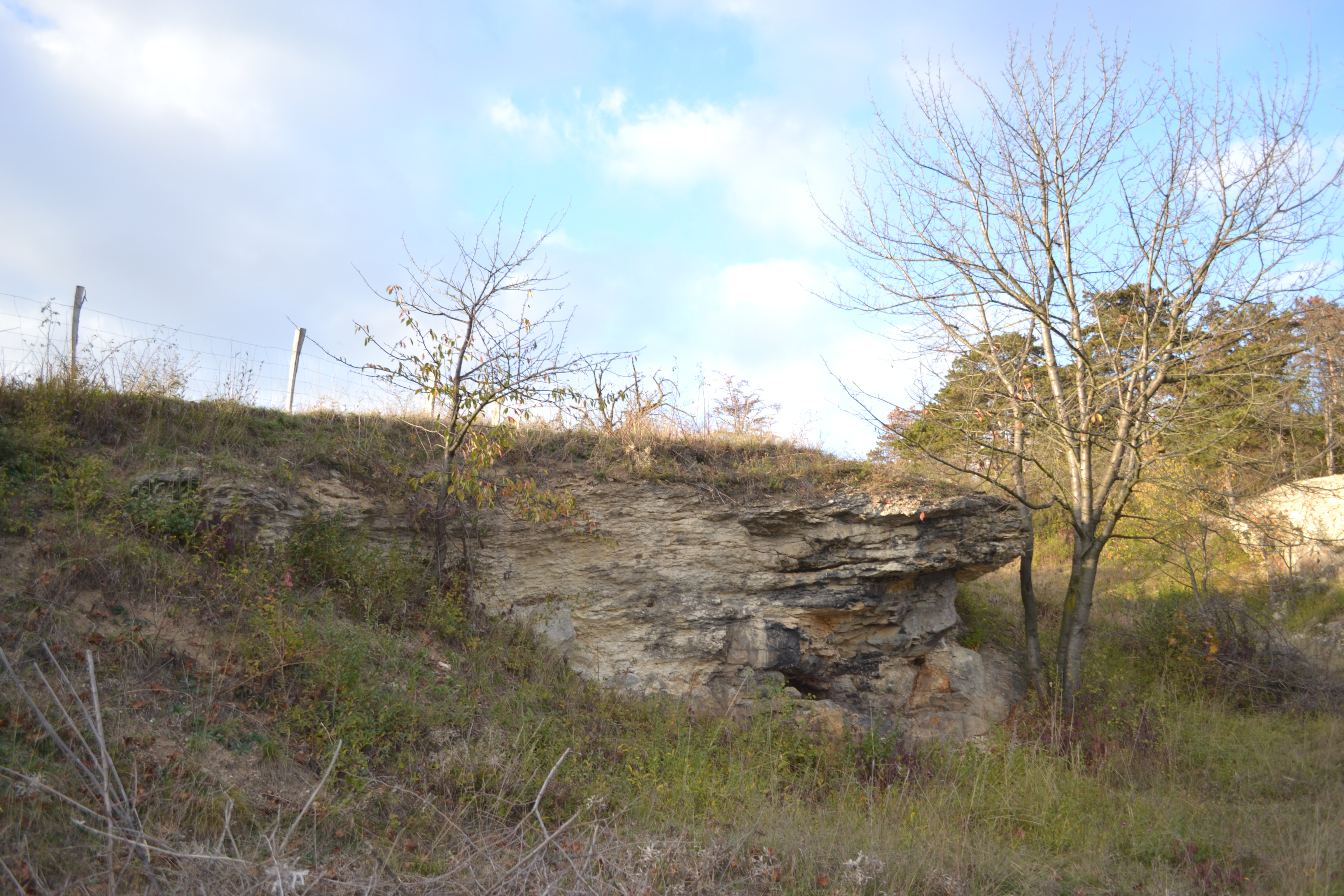
Ostroh v Dolním lomu

Na okrajích lomů a odkrytých podložních horninách se nachází úzkolisté suché trávníky, které tvoří druhy jako kavyl vláskovitý (Stipa capillata). Možný je i výskyt kavylu Ivanova (Stipa pennata) na okraji Dolního lomu, ale zatím není ověřeno, zda nedošlo k záměně s výše uvedeným kavylem vláskovitým (Stipa capillata). Dalšími druhy, které zde můžeme nalézt jsou pamětník rolní (Acinos arvensis), smělek štíhlý (Koeleria macrantha), vousatka prstnatá (Bothriochloa ischaemum), pelyněk ladní (Artemisia campestris), sesel roční (Seseli annuum), rozrazil rozprostřený (Veronica prostrata) či například pýr prostřední (Elytrigia intermedia, resp. Elymus hispidus).
Na celém území jsou roztroušeny různé druhy křovin jako je trnka obecná (Prunus spinosa), ptačí zob (Ligustrum vulgare), jasan ztepilý (Fraxinus excelsior), třešeň ptačí (Cerasus avium), svída krvavá (Swida sanguinea), dřišťál obecný (Berberis vulgaris) či různé druhy růží (Rosa). Co se týče stromů, vyskytují se zde jasany, javor klen, babyka a také nepůvodní borovice černá (Pinus nigra).
Řada druhů, které se vyskytují na území NPP, jsou v Červeném seznamu ohrožených druhů České republiky. Do kategorie ohrožený taxon (EN) spadá pouze čistec německý (Stachys germanica), dále se zde setkáme například se zranitelnými (VU) nebo téměř ohroženými taxony (NT), jedná se například o dejvorec velkoplodý pravý (Caucalis platycarpos subsp. platycarpos, VU), dřišťál obecný (Berberis vulgaris, NT), kavyl vláskovitý (Stipa capillata, NT), pcháč bezlodyžný (Cirsium acaulon, NT) či vousatku prstnatou (Bothriochloa ischaemum, NT).

### Lišejníky
Hovoříme-li o NPP Kaňk, nemůžeme opomenout lišejníky, kterých se na tomto území nachází přes 100 druhů, z nichž některé jsou na Červeném seznamu ohrožených druhů České republiky a jeden patří dokonce do kriticky ohrožených druhů (Caloplaca arnoldii). Velké množství druhů se na této lokalitě vyskytuje zejména díky široké škále podkladů a substrátů. Nejvíce druhů nalezneme na vápenitých slepencích či dřevinách. Vyskytují se zde například druhy Caloplaca albolutescens, Flavoparmelia caperata, Lecanora subsaligna, Verrucaria bryoctona, Punctelia subrudecta, Physcia stellaris, Melanohalea elegantula, Melanelixia subaurifera, Lempholemma polyanthes, Caloplaca xerica, Caloplaca albolutescens.

### Fauna
Díky suchým trávníkům a roztroušeným křovinám tvoří NPP Kaňk v této oblasti ojedinělý biotop. Je útočištěm pro řadu živočichů, ale dominantní je zde skupina bezobratlých. Je to významné stanoviště mnoha, často i ohrožených druhů. U druhů jsou uvedeny stupně ohrožení podle Červeného seznamu IUCN.

#### Bezobratlí
Jak již bylo zmíněno, NPP Kaňk je významným stanovištěm pro široké spektrum druhů bezobratlých, mezi něž patří i řada teplomilných druhů. Rozsáhlé výzkumy a popis druhů zde probíhaly v období před znovu vyhlášením NPP, kdy se na daném území nacházelo mnohem více křovin. Průzkum nově pozměněného biotopu doposud nebyl proveden, proto nemusí být výčet druhů již zcela aktuální. Objevené druhy motýlů jsou například otakárek fenyklový (Papilio machaon), ostruháček jilmový (Satyrium w-album, VU), vřetenuška čičorková (Zygaena ephialtes), přástevník kopřivový (Spilosoma urticae, CR) a perleťovec prostřední (Argynnis adippe, VU).
Na území NPP se vyskytují i saproxylické druhy brouků, bylo zde nalezeno téměř 100 druhů, například zlatohlávek tmavý (Oxythyrea funesta, O), krasec třešňový (Anthaxia candens, VU), krasec (Anthaxia suzannae, EN), Agrilus cuprescens (NT) nebo Ampedus nigroflavus (NT).
Mezi ostatní druhy, které se na území vyskytují, patří například včela (Hoplitis rufohirta), majka (Meloe decorus, O), nosatec (Argoptochus quadrisignatus, VU), zrnokaz Bruchus viciae (CR), mera březová (Psylla betulae, EN), pilořitka Xiphydria betulae (EN) nebo červotoč (Oligomerus retowskii), který byl v Čechách poprvé objeven právě na tomto území.

#### Plazi
Jediným hojně se vyskytující plazí druh v NPP Kaňk je ještěrka obecná (Lacerta agilis, VU).

#### Savci
Ze savců stojí za zmínku zejména letouni. Na území se vyskytují následující druhy: netopýr večerní (Eptesicus serotinus), netopýr velký (Myotis myotis) a netopýr hvízdavý (Pipistrellus pipistrellus). Dále se zde vyskytuje i zajíc polní (Lepus europaeus) a několik dalších druhů savců.

#### Ptáci
Z ptáků zde byl zaznamenán výskyt kutihlava obecného (Jynx torquilla).
Pro savce, ptáky i plazy platí, že Kaňk je jen součástí širšího areálu jejich výskytu.

## Ochrana

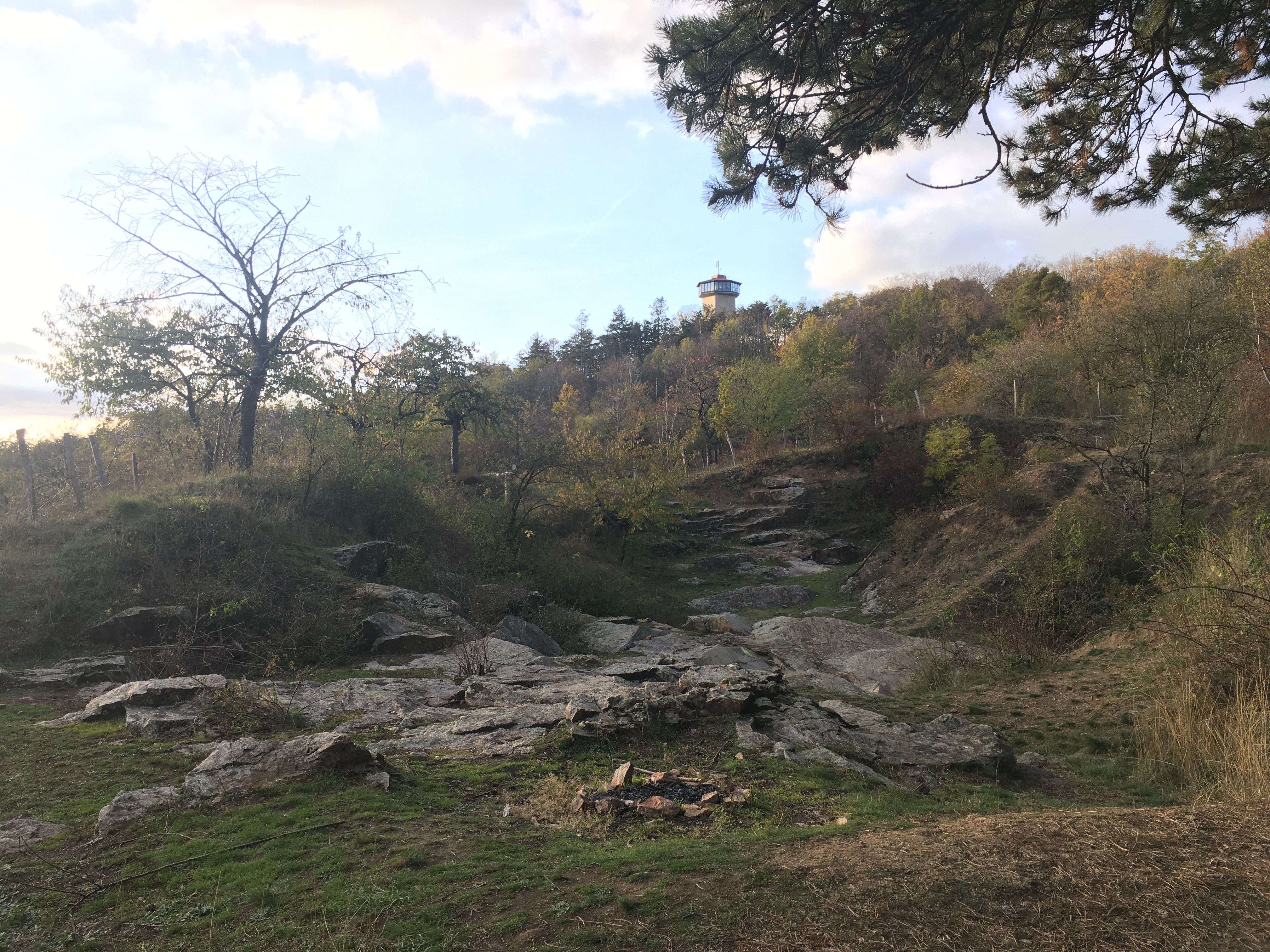
Ohniště v horním lomu

Poté, co byla oblast vyhlášena chráněným územím, o ni nebylo dlouhodobě pečováno, docházelo jen k nárazovým akcím. Z části to bylo důsledkem nezájmu vlastníka a z části důsledkem toho, že kvůli ochraně hornin bylo lepší do oblasti nezasahovat. První plán péče byl zhotoven roku 1993 s platností na deset let. O území se začalo pečovat až v roce 1998, kdy docházelo k výřezům křovin a odstraňování výmladků. Vzhledem k tomu, že po roce 2003 následovalo období, kdy nebyl schválený další plán péče, na území opět přestala být péče soustavná a porost křovin opět zhoustl.
Lokalita v současné době čelí několika negativním vlivům. V první řadě jsou lomy oblíbeným místem nelegálního sběru zkamenělin a kusů hornin, čímž dochází k devastaci útesů. Dále je oblast znečišťována lidskou činností, zejména velkým množstvím odpadků a rozděláváním ohnišť na dnech lomů. Škodlivým faktorem je i zarůstání křovinami (ptačí zob), náletovými dřevinami (trnka, jasan) a invazivními trávami (ovsík vyvýšený, třtina křovištní), které jsou odstraňovány jen nárazově. Zarůstání těmito rostlinami vede k utlačování teplomilných trávníků.

### Předmět ochrany
Předmětů ochrany tohoto území je hned několik. Prvním z nich je geologický profil svrchnokřídového příbojového pobřeží, kde se nachází mnoho zkamenělin křídového moře. Dalším významným předmětem ochrany jsou širokolisté suché trávníky svazu Bromion, které pokrývají asi 50–60 % území. V neposlední řadě je nutná ochrana biotopu a populace vyskytujícího se ohroženého čistce německého (Stachys germanica). Čistec německý ohrožuje zejména destrukce území, jako je například šíření invazivních druhů či znečištění lidskou činností.

### Cíl ochrany
Cíle ochrany jsou zejména udržení či zlepšení současného stav ve všech směrech. To znamená zachovat cenné horniny svrchní křídy s fosiliemi a podloží z období krystalinika. Dále zachovat či zlepšit stav ploch s teplomilnými trávníky svazu Bromion. V neposlední řadě je cílem ochrany zachování populace čistce německého a zlepšení podmínek pro vzácné či ohrožené druhy fauny a flory, které se na tomto území nachází.

## Turismus

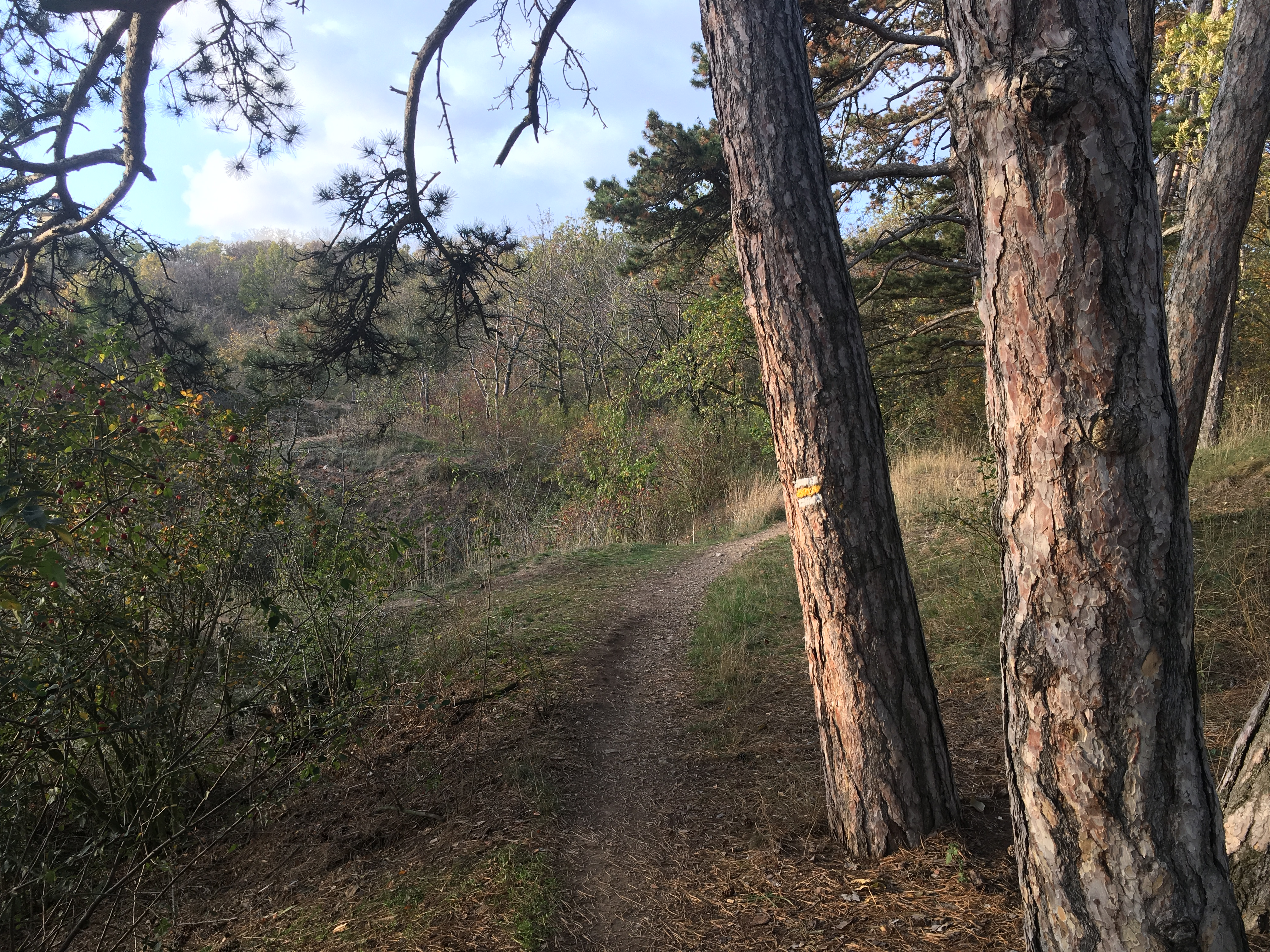
Žlutá turistická stezka kolem NPP Kaňk

Na vrcholu Kaňk je od roku 2013 otevřená rozhledna a díky tomu se zvýšila i návštěvnost NPP. Po žluté stezce, která vede podél východní hranice NPP se lze dostat z rozhledny až do města. K roku 2016 dosahoval zaznamenaný počet návštěvníků téměř 12 500. Stezka je využívána pro pěší turistiku, řidčeji i pro cyklistiku. Žlutou turistickou stezku na hranici NPP lemuje i naučná stezka, která nese název Stříbrná stezka – severní okruh. U lomů se nachází naučné tabule se stručným popisem území.
Na dně lomů se vyskytují i ohniště, která jsou využívána k nepovolenému táboření. Bohužel vlivem lidské činnosti, do které spadá odhazování odpadků, rozdělávání ohně, sběr zkamenělin či lámání dřevin, dochází k destrukci území.